# Michael Cordy
Michael Cordy (Ghana, 1962) è un romanziere britannico.
Ha trascorso gran parte della sua infanzia in Africa, in India e a Cipro.
In Gran Bretagna ha frequentato la The King's School di Canterbury, poi l'Università di Leicester e l'Università di Durham.
Dopo aver lavorato circa dieci anni come responsabile marketing per molte aziende ha deciso di diventare romanziere. 
Il suo primo libro, "The Miracle Strain" fu pubblicato nel 1997.
Attualmente vive nei pressi di Londra con la moglie e la figlia.

## Opere
- The Messiah Code (originariamente The Miracle Strain), 1997
- la stirpe del miracolo, 1998
- The Lucifer Code (originariamente Lucifer), 1999
- The Crime Code (originariamente Crime Zero), 2001
- The Venus Conspiracy (originariamente True), 2004
- Il manoscritto di Dio (The Source, 2008).
- la Memoria del Peccato , 2012.